# Les Bretonnes aux ombrelles
Les Bretonnes aux ombrelles est un tableau réalisé par le peintre français Émile Bernard en 1892. De format horizontal, cette huile sur toile représente cinq femmes en costume breton devant un paysage arboré, deux d'entre elles sous une ombrelle. Entrée dans les collections publiques en 1955, l'œuvre est conservée depuis 1977 au musée d'Orsay, à Paris.